# Dream Team do Passinho
Dream Team do Passinho foi um grupo musical brasileiro formado em 2013 no Rio de Janeiro. Em 2015 assinaram com a gravadora Sony para lançar o disco de estreia, chamado Aperte o Play, cuja turnê foi realizada em cidades dos EUA, França, Angola e Brasil. "De Ladin" fez parte da trilha da novela A Regra do Jogo, enquanto "Vai Dar Ruim" foi incluída na trilha sonora de Malhação: Pro Dia Nascer Feliz.

## História
O Dream Team do Passinho é um um grupo musical expoente do movimento do passinho, um tipo de dança ao som do funk, popular nos bailes cariocas. O nascimento desse expressão não tem data, mas ganhou notoriedade em 2008, quando um vídeo viralizou na internet. O grupo é funk e representa a cultura da favela. Os integrantes se conheciam de bailes funks e da Batalha do Passinho (campeonato da dança) que teve sua última edição em 2013. Mas os jovens se uniram ao serem escalados pelo diretor, Rafael Dragaud, para criar uma versão funk e uma coreografia para um vídeo-comercial de uma marca de refrigerante. O clipe "Todo mundo aperta o play" alcançou um milhão de views em poucos dias e os jovens decidiram formar o grupo. "Os contratantes ligavam e pediam shows de 30 minutos, mas nós só tínhamos uma música. Foi uma energia tão boa que a gente decidiu trabalhar junto. Quem só dançava começou a cantar também, quem só cantava passou a dançar e estimulei a galera a compor. Todo mundo pode criar e trazer coisas novas", afirmou Rafael Mike. 
O grupo fico conhecido através da internet ganhando mais de milhões de visualizações no site YouTube. Em menos de dois anos, o grupo virou presença na TV, é hit nas rádios do Brasil, e fizeram shows em desfiles de moda e ensaios como para a revista Elle. O disco Aperte o Play tem o nome do primeiro trabalho do grupo a música "Todo Mundo Aperta o Play" que, apesar de ser uma das trilhas sonoras da Copa do Mundo no Brasil, ficou de fora do álbum. Ainda durante o Mundial, eles participaram como cantores e dançarinos em um clipe remix da música Vida, de Ricky Martin. Em 2017, o grupo se apresentou no Rock in Rio como participações especiais nos shows de Fernanda Abreu e Alicia Keys,. No mesmo ano, rodaram o Brasil com um show em tributo ao grupo americano Jackson Five.

## Integrantes
- Diogo Breguete
- Pablinho
- Hiltinho
- Rafael Mike
- Lellê
- René Alves (2013–14)
- Bolinho Fantástico (2013–14)

## Discografia

### Álbuns de estúdio
| Álbum         | Detalhes                                                                             |
| ------------- | ------------------------------------------------------------------------------------ |
| Aperte o Play | - Lançamento: 31 de março de 2015 - Formatos: CD, download digital - Gravadora: Sony |

### Singles
Como artista principal
| Título                     | Ano  | Álbum                         |
| -------------------------- | ---- | ----------------------------- |
| "Todo Mundo Aperta o Play" | 2013 | Não adicionado à nenhum álbum |
| "De Ladin"                 | 2015 | Aperte o Play                 |
| "Vai Dar Ruim"             | 2016 | Aperte o Play                 |
| "Pra Querer"               | 2017 | Não adicionado à nenhum álbum |
| "Quebra-Swinga"            | 2017 | Não adicionado à nenhum álbum |
| "Oi Sumido"                | 2017 | Não adicionado à nenhum álbum |

Como artista convidado
| Título                                                     | Ano  | Álbum                         |
| ---------------------------------------------------------- | ---- | ----------------------------- |
| "Vida" (Remix) (Ricky Martin part. Dream Team do Passinho) | 2014 | Não adicionado à nenhum álbum |

### Videoclipes
| Título                                | Ano  | Diretor(es)     | Notas                    |
| ------------------------------------- | ---- | --------------- | ------------------------ |
| "Todo Mundo Aperta o Play"            | 2013 | Rafael Dragaud  |                          |
| "Todo Mundo Aperta o Play" (versão 2) | 2013 | Rafael Dragaud  |                          |
| "Vida"                                | 2014 | Desconhecido    |                          |
| "De Ladin"                            | 2015 | Rafael Dragaud  |                          |
| "Vai Dar Ruim"                        | 2016 | Lázaro Ramos    |                          |
| "Mais Direitos, Menos Zika"           | 2016 | André Lefcadito | Para a campanha da UNFPA |
| "Oi Sumido"                           | 2017 |                 |                          |